# 妖蛇卡蘭
妖蛇卡蘭（karang） 是台灣賽夏族傳說中一位老婦飼養的名為卡蘭的妖蛇。

## 傳說
蛇住在某處石洞中，有毒，看見牠的人都會死亡，因此無人敢接近，只有一老婦不畏其毒，將牠帶回家飼養。蛇有四隻腳，能像狗一樣行走，老婦常帶蛇去耕地。某日，蛇被水淹死，老婦不知蛇的去向。蛇的屍體流到月眉庄，看到牠的人也都中毒氣而亡。庄民有人聽說過妖蛇之事，於是通知族人，老婦因此將蛇骨帶回家祭祀，蛇骨很靈驗，久雨不停時，向牠祈禱天就會放晴。